# Longipalpus apicalis
Longipalpus apicalis là một loài bọ cánh cứng trong họ Cerambycidae.